# 小形微蓝蛤
小形微蓝蛤（学名：Corbula densesculpta）是海螂目抱蛤科抱蛤属的一個物種。以往歸類於抱蛤科微蓝蛤属的一個物種Minicorbula minutissima，如今被認為是異名。

## 分佈
本物種見於台灣海峽中、北部的中国大陆側。
常栖息在潮下带。

## 外部連結
- 維基物種上的相關：小形微蓝蛤